# 建物図面
建物図面（たてものずめん）とは、一棟ないし数棟の建物又は区分建物の位置・形状等を示す図面をいう。建物を新築・増築等した場合には、その登記申請の際に必ず添付しなければならない法定添付書類である。通常の場合、各階平面図とセットで作成される。
建物図面は登記所に保存されており、誰でも閲覧及び写しの交付を請求することができる。

## 概要
不動産登記規則第82条第1項～第3項によれば、建物図面は、その敷地及び建物の一階（区分建物にあってはその地上の最低階）の位置及び形状を明確にするものでなければならず、附属建物があるときは主たる建物又は附属建物の別及び附属建物の符号、方位、敷地の地番及びその形状並びに隣接地の地番を記録し、原則として1/500の縮尺で作成しなければならないとされている。
そして、同第22条第1項によれば、建物図面は建物図面つづり込み帳に各階平面図とともにつづり込むものとされている。
なお、登記時の添付が義務づけられたのは1965年からで、それ以前に登記された建物では添付されていないことがある。

## 社会的機能
建物図面は建物の位置・形状等の物理的状況を示すものであるが、その主な社会的機能は固定資産税の課税対象となる家屋の所在に関する情報の把握にあると考えられる。

## 添付が必要となる登記
- 建物表題登記